# 草嶺慶雲宮
24°58′11″N 121°55′30″E / 24.969819°N 121.925017°E
草嶺慶雲宮，又名大里天公廟，是位於臺灣宜蘭縣頭城鎮石城里的玉皇上帝廟。

## 沿革

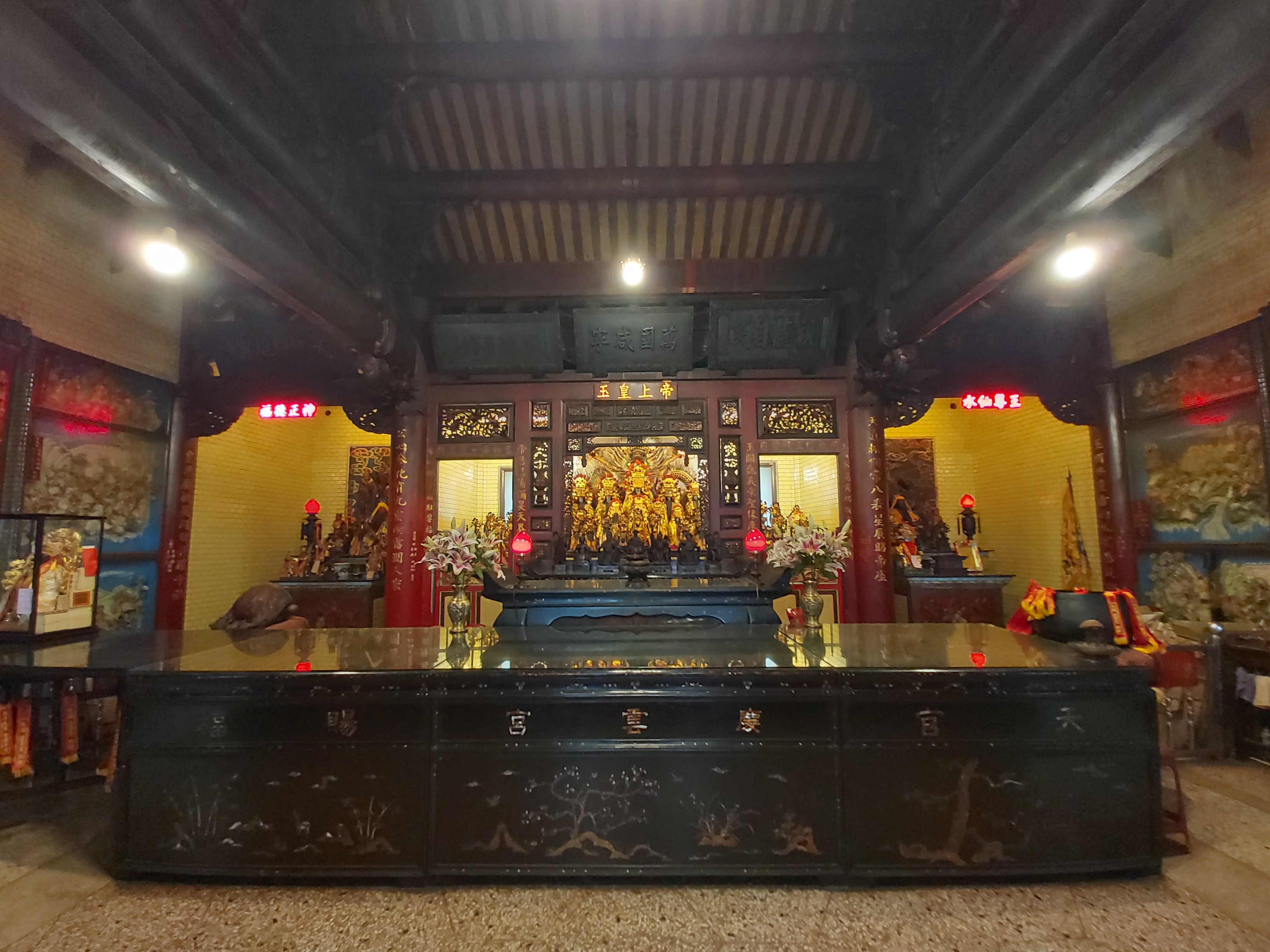
草嶺慶雲宮正殿

最早是嘉慶二年（1797年），漳州人吳德明帶天公神像進入宜蘭草嶺，建草廬祭拜。於道光十六年（1836年）年肇建廟宇，明治三十七年（1904年）改建。原名「天公廟」，在1904年改建時取自蘇軾詩「一朵紅雲捧玉皇」，改名「慶雲宮」。廟址為宜蘭縣頭城鎮石城里濱海路7段33號，為北部濱海公路127公里處，離大里車站步行約五分鐘。
此廟宇朝山面海，是媒體推薦的觀光地點。1960年10月，康灩泉委石匠將盧纘祥在1950年重陽節所作的〈遊草嶺〉鐫刻在此廟後。1964年，大里國小用廟土地建校。1981年，凌霄寶殿重建完成。1999年，廟前的台2線計畫從十二公尺拓寬為三十一公尺，信徒為力保廟地完整，向立委林建榮陳情，讓內政部都市計畫委員會同意縮減拓寬寬度，鐵公路東移。

## 神像

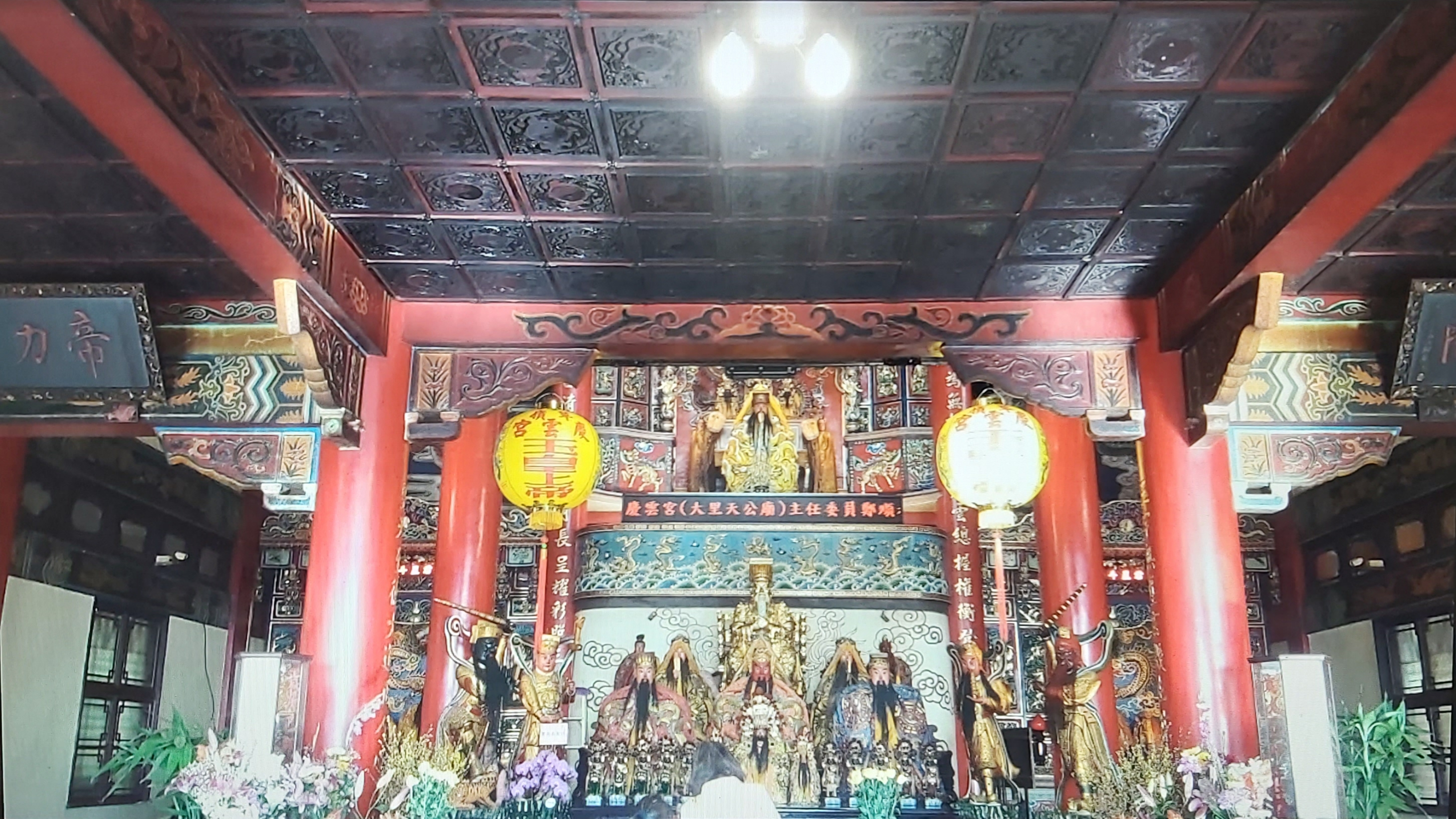
玉皇殿

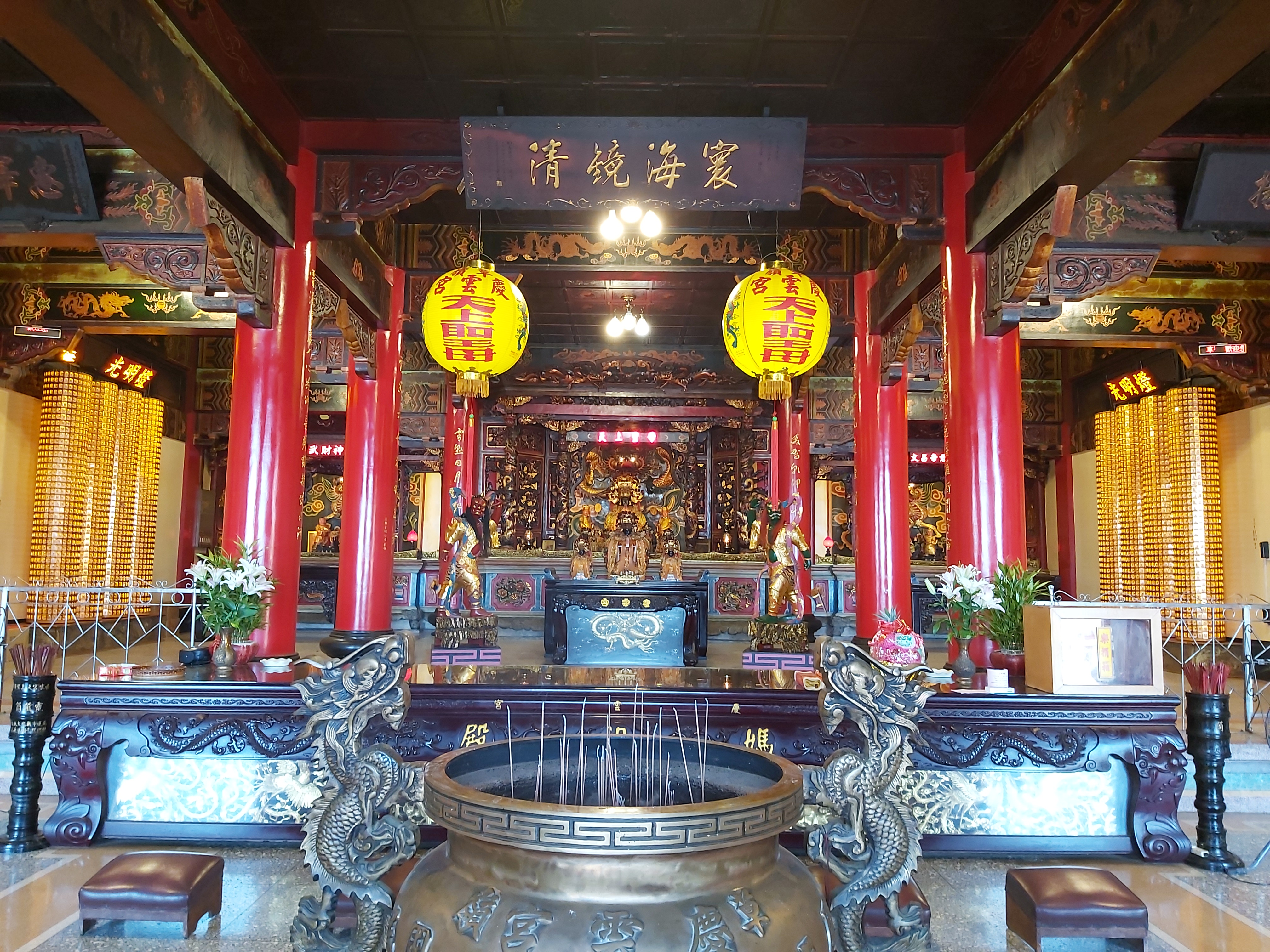
聖母殿

廟宇的鎮殿玉皇上帝神像稱為「黑面天公」，該神像曾於1992年2月7日凌晨遭竊，同日被臺北縣警察局瑞芳分局在鼻頭角附近截回。管委會主委尤添丁在2011年時曾表示，從此廟分靈各地的廟宇達一百多間。
神龕中還奉祀先民請來的開基三尊玉皇上帝寶像，分為騎麒麟的「大天公」，騎白馬的「二天公」，騎青獅的「三天公」。
廟方還曾請洪滋森以鎏金打造六尺三寸（189公分）的純金玉皇上帝像、與稱為「九龍八獅座」的純金神座，各重六百與四百公斤，花費四百多個工作天，斥資新台幣六千多萬元。於2001年11月23日開光，同日慶祝建廟二百零五年、凌宵寶殿晉座三十年。

## 祭祀
昔日交通險阻，凡旅人從草嶺古道往來台北與宜蘭間，會撿拾鵝卵石來此廟過香爐，象徵「向天公借膽」，以求神明保佑；後來廟方恢復傳統，以不飽和樹脂製成「文膽」、「武膽」，提供民眾祈福。農曆正月初九的天公生，會有大批信眾參拜，讓礁溪警分局需要實施交通管制，如2001年就有三萬人左右，並劃設一千二百個停車位。
瑞芳的鼻頭漁港在農曆二月二十三日會迎媽祖拜天公，除請來此廟的天公外，還為請關渡媽祖、埔頭媽祖、北港媽祖、礁溪帝君。
2009年，廟方舉行創廟以來的首次遶境。主委吳至清在該年5月10日清晨帶領數百名信徒，沿途駐蹕彰化縣秀水鄉秀水五龍宮、嘉義縣水上鄉奉天宮濟公廟、臺南市安南區草湖寮代天宮、高雄市小港區大坪頂鳳騰宮、屏東縣東港鎮東港鎮海宮、花蓮縣新城鄉嘉里保安宮，以逆時鐘方向環台灣七日作祈福。

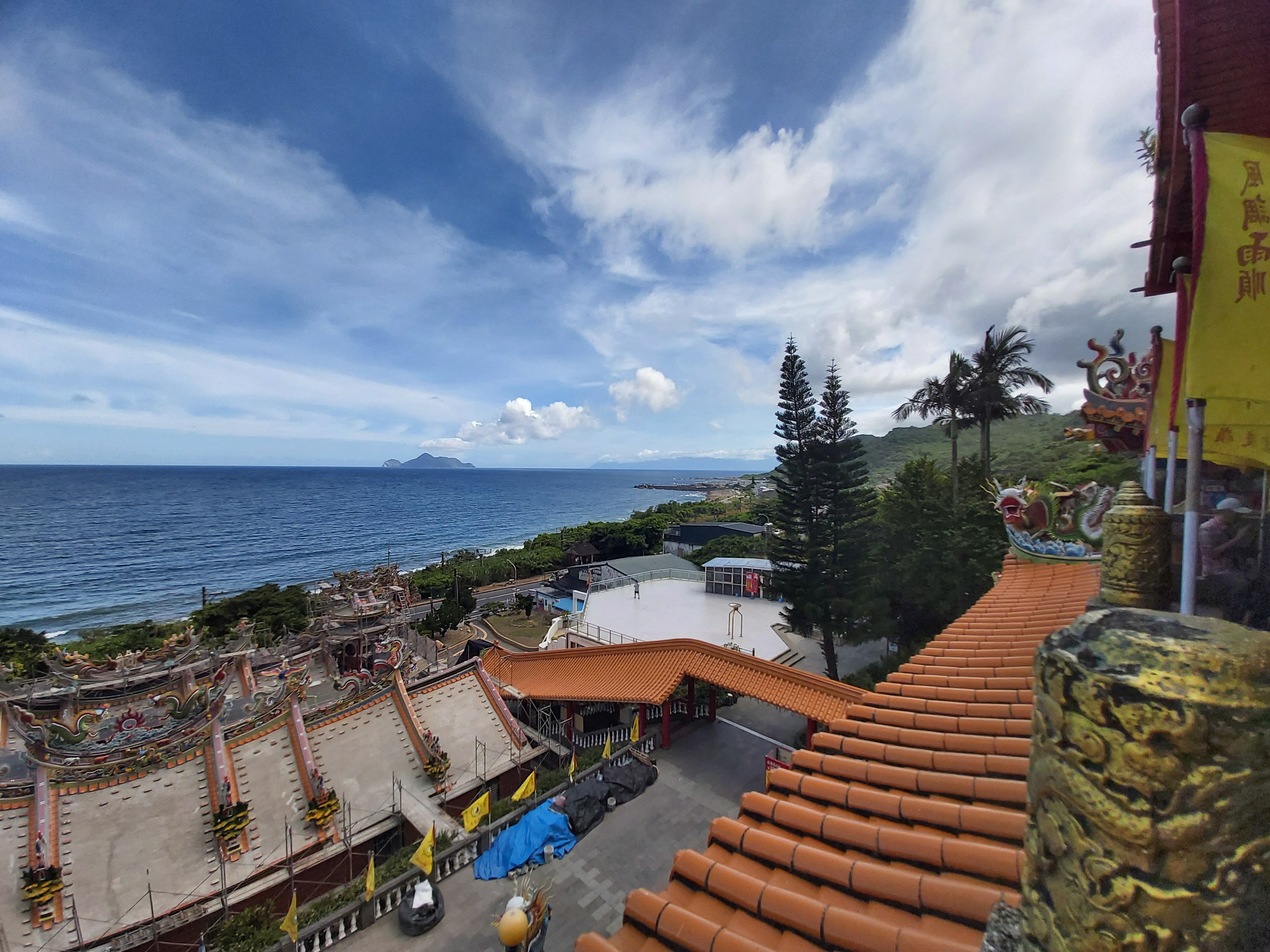
草嶺慶雲宮望向龜山島
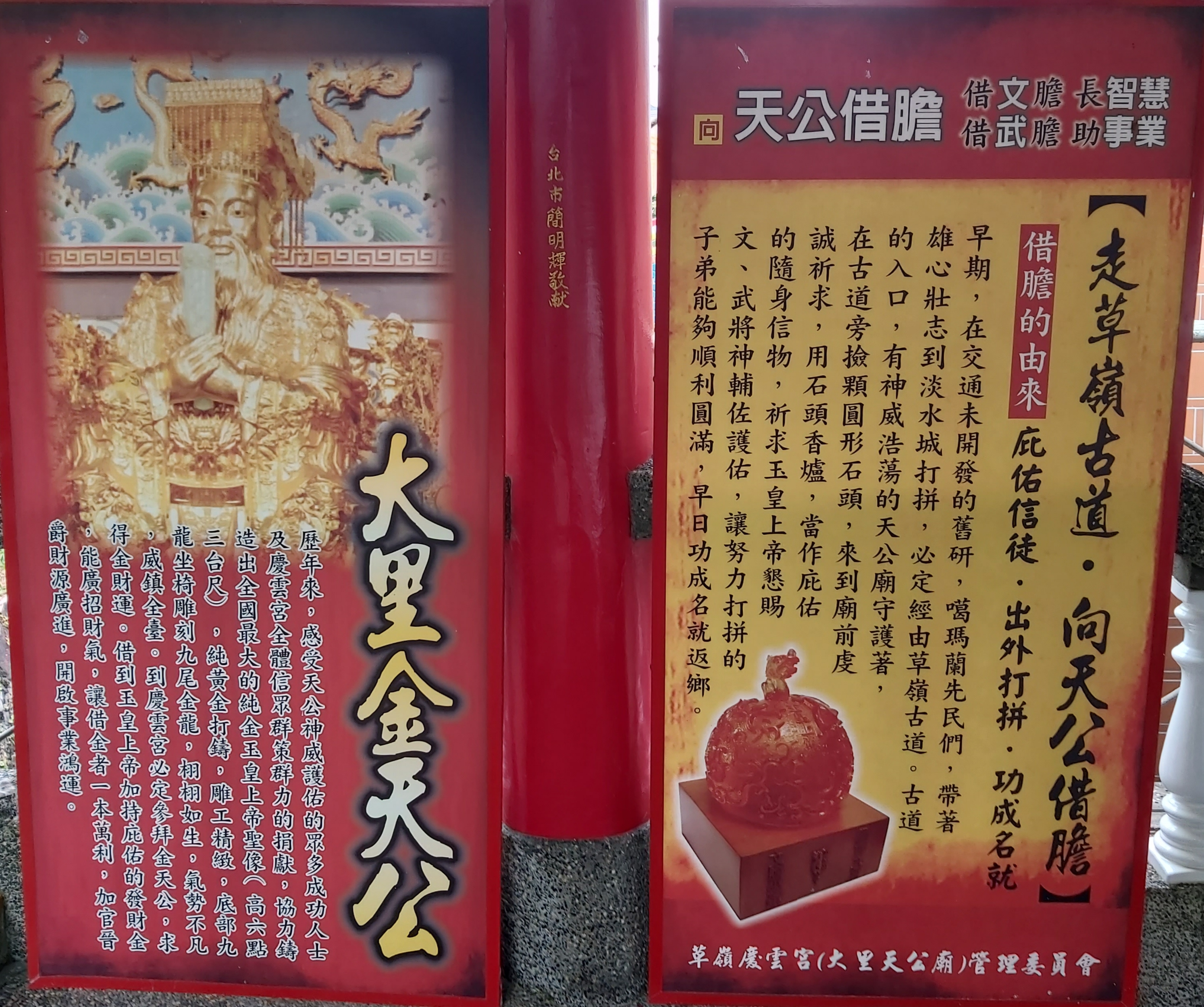
解說牌
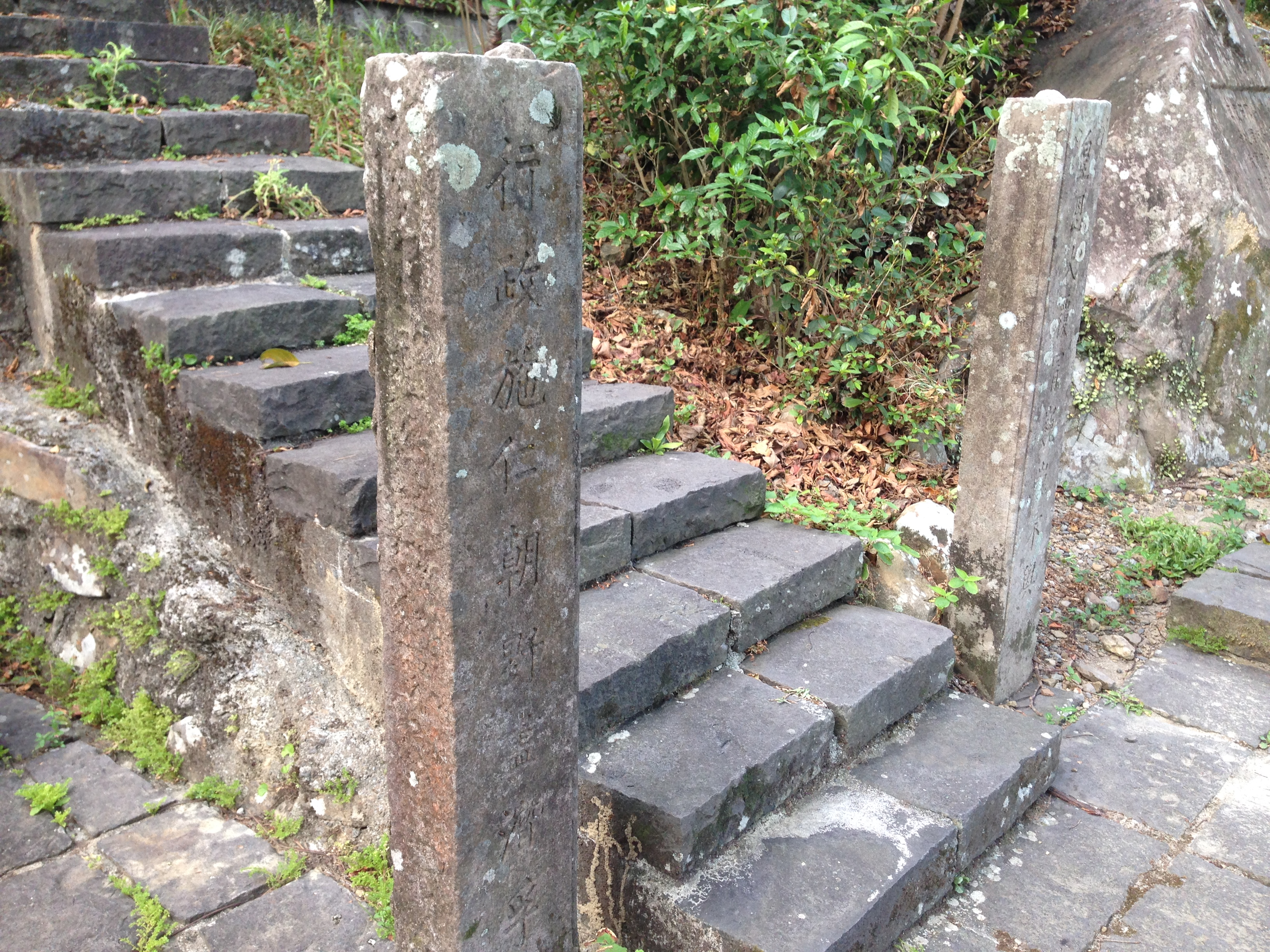
廟後為草嶺古道出入口
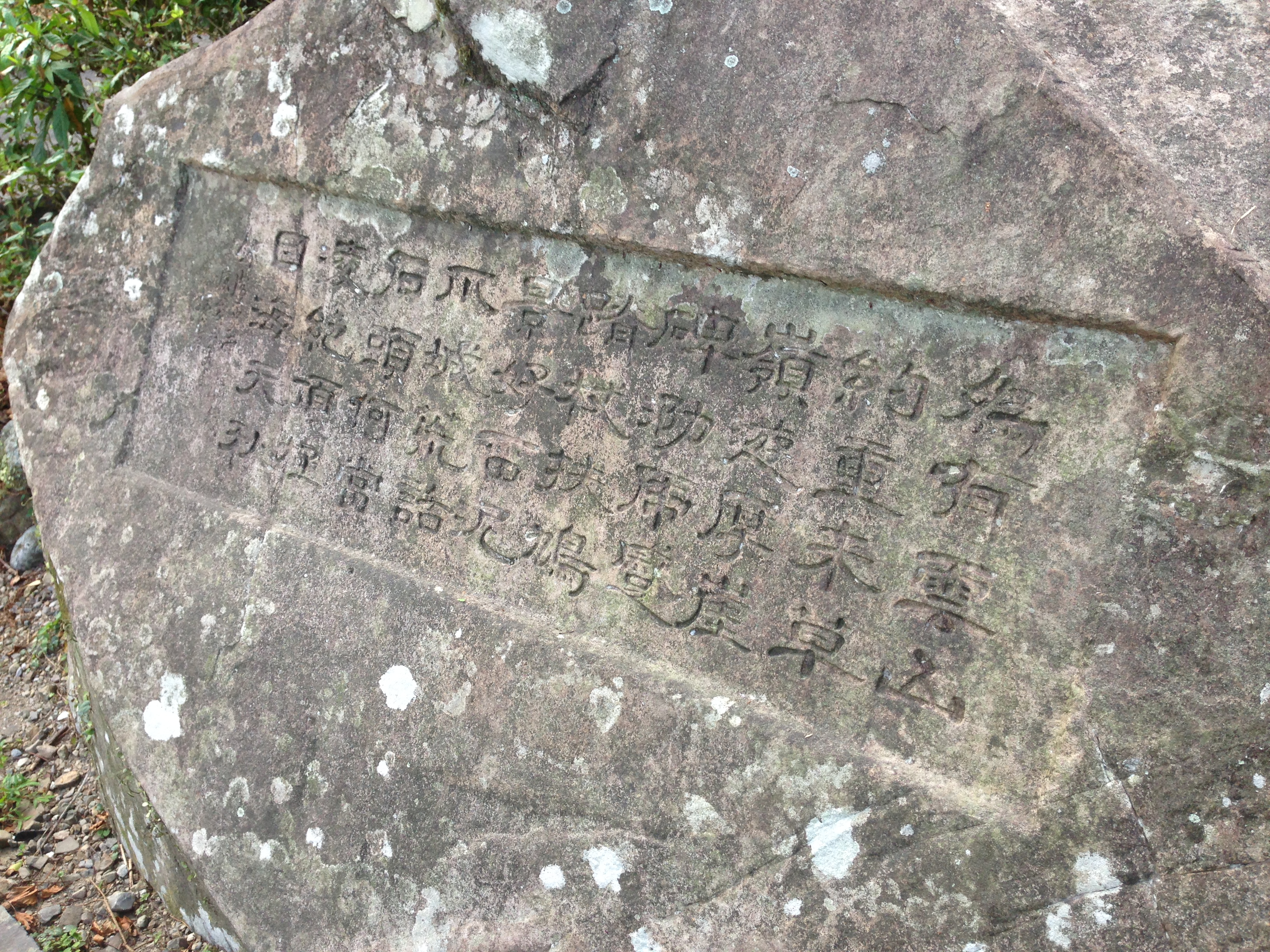
〈遊草嶺〉詩碣

## 外部連結
- 官方网站